# フランク・デ・ウィット
フランク・デ・ウィット（Frank De Wit、1996年2月13日 - ）はオランダのヘームスケルク出身の柔道選手。階級は81kg級。得意技は内股すかし。身長184cm。

## 人物
2013年のヨーロッパカデで2位になると、ヨーロッパユースオリンピックフェスティバルでは3位、世界カデでは2位となった。2014年のユースオリンピックでは3位だった。2015年にはグランドスラム・パリで3位になった。また、ヨーロッパジュニアで優勝すると、世界ジュニアでも決勝で藤原崇太郎を破って優勝した。2016年のリオデジャネイロオリンピックでは初戦でブルガリアのイヴァイロ・イワノフに腕挫十字固で敗れた。2017年にはグランドスラム・パリで優勝するも、世界選手権では7位だった。その後グランドスラム・アブダビで優勝すると、グランドスラム・東京とワールドマスターズでは3位になった。2018年のグランドスラム・パリでは3位だったが、大会後に世界ランキングで1位になった。ワールドマスターズでも3位だった。2021年の世界選手権では準決勝でジョージアのタト・グリガラシビリに敗れるが、3位決定戦で藤原に反則勝ちして3位になった。7月に日本武道館で開催された東京オリンピックでは3回戦で敗れた。2024年のパリオリンピックでは3回戦で敗れた。2025年5月には同僚のミハエル・コレル、ノエル・ファントエンドとともに、定められた期限までに居場所情報を3度提出しなかったドーピング違反により、IJFの世界ランキングが除外された。なお、この3名はオランダのドーピング機関と覚書を交わしたことにより、今後数か月以内に現場に復帰できることになった。
IJF世界ランキングは5240ポイント獲得で2位(25/2/17現在)。

## 主な戦績
- 2013年 - ヨーロッパカデ　2位
- 2013年 - ヨーロッパユースオリンピックフェスティバル　3位
- 2013年 - 世界カデ　2位
- 2014年 - ユースオリンピック　3位
- 2015年 - ベルギージュニア国際　優勝
- 2015年 - グランプリ・ザグレブ　3位
- 2015年 - ヨーロッパジュニア　優勝
- 2015年 - グランドスラム・パリ　3位
- 2015年 - 世界ジュニア　優勝
- 2016年 - ヨーロッパ選手権　5位
- 2016年 - グランドスラム・アブダビ　3位
- 2017年 - グランドスラム・パリ　優勝
- 2017年 - ヨーロッパ選手権　5位
- 2017年 - 世界選手権　7位
- 2017年 - グランドスラム・アブダビ　優勝
- 2017年 - グランドスラム・東京　3位
- 2017年 - ワールドマスターズ　3位
- 2018年 - グランドスラム・パリ　3位
- 2018年 - グランプリ・カンクン　3位
- 2018年 - グランドスラム・アブダビ　3位
- 2018年 - グランプリ・ハーグ　2位
- 2018年 - ワールドマスターズ　3位
- 2019年 - グランプリ・トビリシ　優勝
- 2019年 - グランドスラム・大阪　3位
- 2020年 -　グランドスラム・デュッセルドルフ　3位
- 2020年 - ヨーロッパ選手権　5位
- 2021年 -　ワールドマスターズ　2位
- 2021年 -　グランドスラム・テルアビブ　3位
- 2021年 -　世界選手権　3位
- 2022年 -　グランドスラム・ウランバートル　3位
- 2022年 - ヨーロッパオープン・リッチョーネ　優勝
- 2023年 -　グランプリ・アルマダ　3位
- 2023年 -　世界団体　3位
- 2023年 -　ヨーロッパ競技大会　団体戦　3位
- 2023年 - グランドスラム・アブダビ　2位
- 2024年 -　グランドスラム・バクー　3位
- 2024年 -　ヨーロッパ選手権 2位
- 2025年 - グランドスラム・バクー　3位

(出典、JudoInside.com)